# Alligator
Alligator is een geslacht van krokodilachtigen (Crocodilia) uit de familie alligators en kaaimannen (Alligatoridae) en de onderfamilie alligators (Alligatorinae).

## Naam en indeling
De wetenschappelijke naam van de groep werd voor het eerst voorgesteld door Georges Cuvier in 1807. Er zijn zeven soorten bekend waarvan er vijf zijn uitgestorven, de twee moderne soorten komen voor in Noord-Amerika (Mississippialligator (Alligator mississippiensis)) en China (Chinese alligator (Alligator sinensis)).

## Soorten
Het geslacht omvat de volgende soorten, met de auteur, het verspreidingsgebied en eventueel de periode waarin de uitgestorven soorten leefden.
| Naam                                              | Auteur        | Verspreidingsgebied            | Periode indien uitgestorven              |
| ------------------------------------------------- | ------------- | ------------------------------ | ---------------------------------------- |
| † Alligator mcgrewi                               | Schmidt, 1941 | Nebraska, Verenigde Staten     | Vroeg-Mioceen (20.4 – 15.9 miljoen jaar) |
| † Alligator mefferdi                              | Mook, 1946    | Nebraska, Verenigde Staten     | Mioceen (13.8 – 10.3 miljoen jaar)       |
| Mississippialligator (Alligator mississippiensis) | Daudin, 1802  | Verenigde Staten               | nvt                                      |
| † Alligator olseni                                | White, 1942   | Florida, Verenigde Staten      | Vroeg-Mioceen (20.4 – 16 miljoen jaar)   |
| † Alligator prenasalis                            | Loomis, 1904  | South Dakota, Verenigde Staten | Laat-Eoceen (37.2 – 33.9 miljoen jaar)   |
| Chinese alligator (Alligator sinensis)            | Fauvel, 1879  | China                          | nvt                                      |
| † Alligator thomsoni                              | Mook, 1923    | Nebraska, Verenigde Staten     | Vroeg-Mioceen (16 – 13.6 miljoen jaar)   |